# 磻溪镇 (福鼎市)
磻溪镇，是中华人民共和国福建省宁德市福鼎市下辖的一个乡镇级行政单位。

## 行政区划
磻溪镇下辖以下地区：
磻溪村、黄冈村、金谷村、排洋村、炉屯村、油坑村、蒋阳村、朝阳村、杜家村、赤溪村、吴洋村、青坑村、大洋村、仙蒲村、后坪村、南广村、桑海村和湖林村。

## 中国传统村落
2012年，仙蒲村被评为首批“中国传统村落”。